# آبشار آب گریت
آبشار آب گریت (به انگلیسی: Abe Great Falls) آبشاری است که در استان شیزوئوکا، ژاپن واقع شده و ارتفاع کلی ریزشگاه آن ۸۰ متر است.